# Ravningbroen
Ravningbroen blev bygget af vikingerne under Kong Harald Blåtand i året 980. Den målte næsten 760 meter i længden og fem meter i bredden over Ravning Enge ved Vejle Å, 10 km syd for Jelling.   
Den er dendrokronologisk blevet dateret til 980'erne, formodentlig første halvdel, omend denne datering er omdiskuteret.
Broen er dermed omtrent samtidig med Trelleborgene. Som disse har den kun været i brug i en kort periode (ca. fem år). Opførelsen, der har krævet en betydelig organisatorisk indsats og teknisk kunnen, tilskrives Harald Blåtand, der også menes at stå bag opførelsen af Trelleborgene. Først i 1935 blev der med Lillebæltsbroen bygget en længere bro i Danmark.  

## Historie
Allerede i 1934 fandt en lodsejer træstolper. Igen i 1953 dukkede der stolperækker af egetræ frem i forbindelse med dræning af Ravning Enge i Vejle Ådal. Endelig i 1959 opmålte en arkæologiinteresseret læge stedet. En egentlig arkæologisk udgravning blev først sat i gang i 1972, da en lodsejer afleverede en stolpe til Kulstof 14-datering på Nationalmuseet.
De arkæologiske udgravninger i perioden 1972-1982 blev ledet af museumsinspektør Thorkild Ramskou fra Nationalmuseet, og de viste, at selve brofundamentet var bevaret i det sumpede engområde. Efter afslutning af de arkæologiske undersøgelser blev resterne af broen dækket til med jord, så de ikke gik tabt efter tørlægning af området. På nordsiden af broen er der fundet vejrester, og længere oppe i den skovklædte bakke er der fundet en dobbelthulvej, der havde samme bredde som broen.
I en udgravning fra november 1996 undersøgte arkæologer, hvordan broens nordlige del har været fæstet på land. Endvidere fastsatte arkæologerne broens længde til 760 meter med en usikkerhed på et par meter.

## Konstruktionen
Til at bygge broen har landmålere været med til at placere landmålerstokke. Det viser fundet af landmålerstokke af hasseltræ. Ved hjælp af et treben er hver stolpe rejst i lodret stilling og sænket ned i mosen ved sin egen vægt. Der er anvendt ca. 1700 pæle med et tværsnit på 30 cm x 30 cm. Broen bestod af 400 stolpesæt med en indbyrdes afstand på 2,40 meter. Hvert brofag bestod af fire egestolper af samt skråstolper til hver side. Broens bæreevne er beregnet til fem tons. Det lodrette stolper har fået lov til at synke indtil, at vedhængskraften i undergrunden fastholdt dem.
Mogens Schou Jørgensen bearbejdede Ramskous efterladte udgravningsmateriale og undersøgte i 1993 bundforholdene i ådalen. I et 60 meter langt forløb, hvor broens sydlige del har gået hen over, fandt man rester af broens overbygning. Det viser sig at den har været mere omfattende end tidligere antaget med i alt tre lag tømmer: oven på de lodrette stolper i hvert fag har der været fastgjort en 5,5 m lang tværdrager, som har været fastholdt ved hjælp af indhug i stolperne. Oven på dem hvilede langsgående tømmer, der forbandt stolpefagene. Øverst var lagt mere end 0,5 m brede, tværgående køreplanker med et samlet areal på 3.800 m2. Alle samlinger var lavet med træpløkke og trænagler. Brodækket har været hævet mindst 1,5 m over terræn.
Siden 2019 har der eksisteret en moderne rekonstruktion af Ravningbroen i lettere nedskaleret udgave. Denne er ikke opført over Vejle Å, men derimod over Store Vejleå, og forbinder Kroppedal Museum med Vikingelandsbyen

## Formål
Hensigten med Ravningbroen er meget diskuteret blandt historikere og arkæologer. Broen er formodentlig konstrueret i sammenhæng med de indre magtkampe, der var i Danmark i slutningen af Harald Blåtands regeringstid, og broen kan have være et middel til at komme hurtigere rundt i landet med kongens styrker. Det er muligt, at broen har spillet en rolle i en samlet forsvarsplanlægning i sammenhæng med de samtidige trelleborge.
En teori om, at der skulle være tale om en anløbsbro for skibe er blevet afvist.
Efter en kort brugsperiode fik den nye bro lov til at forfalde allerede omkring år 1000, hvorefter den blev afløst af vadesteder.
I år 2000 fremsatte læge Thorkild Frederiksen en ny tolkning af, hvem der er Ravningbroen og "Trelleborgenes" bygherre. Han mener, at broen og borgene ikke er bygget af Harald Blåtand, men af den tysk-romerske kejser Otto II. Ifølge Frederiksen besatte Otto II Danmark i årene 974-83 e.Kr. med det formål at indlemme Danmark i det Tysk-romerske rige.